# Gerő Károly
Gerő Károly, Grün (Hévízgyörk, 1855. október 18. – Budapest, 1904. október 30.) színműíró, színházi titkár, író. Gerő Katalin pedagógus öccse.

## Pályája
Grün Lipót kereskedő és Breuer Zsófia fiaként született, édesanyja korán elhunyt. A gimnázium alsó négy osztályát Aszódon végezte, ahol egyik tanára, Csengey Gusztáv jelentékeny befolyással volt későbbi írói pályájára, az ötödik gimnáziumi osztályt Gyöngyösön, a többi osztályt Budapesten végezte, ahol a legnagyobb befolyással tanára, Heinrich Gusztáv volt, akinek irodalomtörténeti előadásait később egyetemi évei alatt is nagy előszeretettel hallgatta.
Jogi tanulmányait a kassai jogakadémián kezdte, majd visszatérve a fővárosba, itt az egyetemen fejezte be. Pályáját ügyvédként kezdte.
Korán elkezdett azonban népszínműveket írni és e téren elért sikerei inkább erre a pályára terelték. Sűrűn látogatta Greguss Ágost, Gyulai Pál, Heinrich és mások esztétikai, dramaturgiai és irodalomtörténeti előadásait. Mint másodéves jogász, titkára, majd elnöke volt annak az ifjúsági egyesületnek, amely politikai célzattal akkor létesült, amikor Helfy Ignác volt képviselőjelölt a Terézvárosban. E kört, amely a Helfy-kör elnevezést vette föl, később Gerő alakította át közművelődési egyesületté, ahol felolvasó estélyeket és műkedvelő előadásokat tartottak. Gerő buzgón látogatta a fővárosi színházakat és különösen Tamássy József iránt rajongott.
1882-ben Evva Lajos, a Népszínház igazgatója színházában titkári állást ajánlott neki, amit örömmel elfogadott, és búcsút mondott az ügyvédkedésnek, amihez valójában soha sem volt kedve. 1886-tól a Nemzeti Színház titkára, később a budapesti Városi Villamos Vasút titkára volt.
Számos népszínmű szerzője, ezeket többnyire nagy sikerrel adták elő a budapesti Népszínházban és a Nemzeti Színházban. Több darabját Blaha Lujza számára írta, aki ezekben nagy sikereket aratott (pl. A vadgalamb, Kis madaram, Az uzsai gyöngy). Az eladó lány című darabját az Akadémia Teleki-díjjal jutalmazta.
Házastársa Schermann Emma (1872–1944) volt (a holokauszt áldozata lett), aki dr. Schermann Adolf, Budapest tiszti főorvosa, és Schmalbach Leontin lánya, és akivel 1894. április 17-én Budapesten kötött házasságot.

## Főbb művei
- Turi Borcsa (írta 1882-ben, bemutatva 1883-ban)
- Vadgalamb (bemutatva 1885-ben)
- Tunikás lányok (bemutatva 1886-ban)
- Az uzsai gyöngy (Blaha Lujzának ajánlva, bemutatva 1888-ban)
- Az eladó leány (bemutatva 1888-ban, a Magyar Tudományos Akadémia Teleki-díjjal tüntette ki)
- Kis madaram (bemutatva 1892-ben)
- Próbaházasság (bemutatva 1893-ban)
- A kis pékné (bemutatva 1893-ban)
- Felhőszakadás (bemutatva 1898-ban)
- A vadonban (tragédia) (bemutatva 1900)
- Asszonyháború (énekes bohózat)